# Sarcolemmale calciumpomp
De sarcolemmale calciumpomp of sarcolemmale Ca2+-ATPase is een P-type ATPase die aanwezig is in het celmembraan (sarcolemma) van bijna alle eukariotische cellen. Samen met de natrium-calciumuitwisselaar verwijdert hij calcium-ionen uit de cel, zodat de calciumconcentratie in de cel in rusttoestand veel lager is dan buiten de cel. De calcium-ionen worden tegen hun elektrochemische gradiënt in gepompt. Daarvoor wordt energie in de vorm van ATP gebruikt.
Een gerelateerd enzym is aanwezig in het membraan van het sarcoplasmatisch reticulum (SR). Dit wordt SERCA genoemd, en dient om calcium-ionen uit het sarcoplasma naar het sarcoplasmatisch reticulum te pompen. Beide pompen helpen dus om de calciumconcentratie in het sarcoplasma laag te houden.
In het celmembraan en in het SR membraan bevinden zich diverse soorten calciumkanalen die, wanneer een actiepotentiaal optreedt, plotseling openen en zo calcium-ionen van buiten de cel en uit het sarcoplasmatisch reticulum in het sarcoplasma loslaten. Door de stijgende calciumconcentratie worden de myofibrillen aangezet om kracht te genereren en de cel te laten samentrekken. Na afloop van de actiepotentiaal zorgen de calciumpompen, samen met de natrium-calciumuitwisselaar, ervoor dat de cel weer kan ontspannen.